# トヨタバッテリー
トヨタバッテリー株式会社は、静岡県湖西市に本社を置く、ハイブリッド電池、ニッケル・水素蓄電池、リチウムイオン電池を製造している企業。トヨタ自動車の子会社。
旧商号は、プライムアースEVエナジー株式会社（プライムアースイーブイエナジー、英: Primearth EV Energy Co., Ltd.）で、略称・通称は「PEVE」「EVエナジー」であった。

## 沿革
- 1996年12月11日 - パナソニックEVエナジー設立（出資比率はトヨタ自動車49%、パナソニックグループ51%）。略称はPEVE（Panasonic EV Energy）。
- 1997年1月 - 境宿工場で電気自動車用ニッケル・水素蓄電池の開発・量産開始。
- 2006年11月15日 - 累計生産台数100万台（車両台数ベース）突破。
- 2007年3月 - 大森工場操業開始。
- 2008年
  - 2月 - 本社を大森工場敷地内に移転。
  - 5月 - 宮城県黒川郡大和町に工場建設を決定。
- 2010年
  - 1月 - 宮城工場生産開始。
  - 4月 - 第三者割当増資を実施し、出資比率がトヨタ自動車80.5%、パナソニックグループ19.5%となる[2]。
  - 6月2日 - プライムアースEVエナジー株式会社に商号変更。Primeearth EV Energyの頭文字を取ったところ、PEVEの略称は変わらず。
- 2015年
  - 4月 - 宮城第2工場生産開始。
  - 10月 - 宮城第3工場生産開始。
- 2016年8月28日 - 累計生産台数1000万台突破。
- 2018年 - 静岡県湖西市新居町中之郷に新居工場の建設を決定。
- 2022年1月19日 - 累計生産台数2000万台突破。
- 2024年
  - 新居工場操業開始予定
  - 3月5日 - トヨタ自動車が3月下旬に完全子会社化する予定と発表した[3]。
  - 10月1日 - トヨタバッテリー株式会社に商号変更[4]。

## 製品

### HEV用ニッケル水素蓄電池
- 金属ケース角型モジュール
- 樹脂ケース角型モジュール

### BMS（バッテリーマネジメントシステム）
- 電池ECU

### 搭載車種
トヨタ
- トヨタブランド車
  - アクア
  - カローラスポーツハイブリッド
  - ヤリスハイブリッド
  - アルファードハイブリッド
  - ヴェルファイアハイブリッド
  - ヴォクシーハイブリッド
  - ノアハイブリッド
  - エスクァイアハイブリッド
  - シエンタハイブリッド
  - プリウス
  - カムリ
  - クラウンハイブリッド
  - センチュリー
  - カローラハイブリッド
  - アバロンハイブリッド
  - C-HRハイブリッド
  - ハリアーハイブリッド（輸出名:レクサスRX400h）
  - RAV4ハイブリッド
  - クルーガーハイブリッド（輸出名:ハイランダーハイブリッド）
  - ダイナハイブリッド
  - トヨエースハイブリッド
  - SAI
  - エスティマハイブリッド
  - QD200ハイブリッド
- レクサスブランド車
  - LS500h
  - LC500h
  - GS450h / GS300h
  - RX450h
  - ES300h
  - IS300h
  - RC300h
  - NX300h
  - HS250h
  - UX250h
  - CT200h

日野
- デュトロハイブリッド
- ブルーリボンハイブリッド

ダイハツ
- ハイゼットカーゴハイブリッド

## 生産拠点
- 大森工場 - 静岡県湖西市岡崎20番地
- 境宿工場 - 静岡県湖西市境宿555番地
- 宮城工場 - 宮城県黒川郡大和町流通平1番地